# Совчі Тамара Дмитрівна
Тамара Дмитрівна Совчі, до шлюбу Якименко (18 червня 1941, Сімферополь — 1 лютого 2011, Москва) — радянська і російська акторка.

## Біографія
Тамара Якименко народилася 18 червня 1941 року у Сімферополі.
Закінчила Немирівську семирічну школу, бродильне відділення Львівського харчового технікуму, працювала апаратницею на Вінницькому спиртзаводі. Навчалася на вечірньому відділенні Київського політехнічного інституту.
В 1966 закінчила Всесоюзний державний інститут кінематографії (курс Бориса Бабочкіна) і була прийнята в Театр-студію кіноактора.
Почала зніматися у кіно з другого курсу. Одну з перших своїх ролей зіграла у знаменитому фільмі режисера Марлена Хуцієва «Застава Ілліча» («Мені двадцять років»). Серед помітних кіноролей: Акуліна («Діти Ванюшина»), Ліза («Спрага над струмком»), Поліна («Мачуха»), Катерина («SOS» над тайгою), Горкіна («Приїзжа»), Лоскутова («Білий ворон»), Вольнова («Законний шлюб»), Лариса («Сам я – вятський уродженець»).
На початку 1990-х років пішла з Театру-студії кіноактора, потім почала працювати режисеркою закадрового озвучування на телебаченні. Брала активну участь в озвучуванні фільмів кіностудій союзних республік та зарубіжних стрічок.
Померла на 70-му році життя 1 лютого 2011 року. Похована на 267-му ділянці Хованського кладовища поряд із чоловіком.

## Сім'я
Чоловік (з 1962 по 1996) — Георгіос Яніс Совчис (1937—1996), російський актор грецького походження. Закінчив середню школу в місті Ташкенті та Всесоюзний державний інститут кінематографії (1962, курс Григорія Козінцева). Працював в експериментальному театрі пантоміми «Ектемім» під керівництвом Олександра Румнєва та в Театрі-студії кіноактора.
- Дочка — Марія Георгіївна Совчі (нар. 1965), закінчила медичну академію з відзнакою, живе та працює за кордоном.

## Фільмографія

### Ролі у кіно
- 1962 — Застава Ілліча — Валя
- 1963 — Понеділок — день важкий — Зоя Христофорова
- 1964 — Мирний час — Маша
- 1964 — Криниці — Рая Снігур
- 1964 — Аптекарка — аптекарка
- 1966 — Дикий мед — медсестра
- 1967 — Таємнича стіна[4]
- 1967 — На дві години раніше — Снігуронька
- 1967 — Зареченські наречені — Таня Трифонова
- 1967 — Журналіст — співробітниця відділу листів
- 1968 — По Русі
- 1968 — Спрага над струмком — Ліза
- 1968 — Зустрічі на світанку — Валя Ряхіна
- 1969 — Я його наречена
- 1969 — Містер-Твістер (короткометражний)
- 1971 — Нюркине життя
- 1972 — Дволикий Янус (ДЕФА, НДР) — наречена
- 1972 — Гросмейстер — Аня
- 1972 — Адреса вашого будинку — Соня
- 1973 — Нейлон 100 % — Хабібулліна
- 1973 — Мачуха — Поліна
- 1973 — Діти Ванюшина — Акулина
- 1974 — Небо зі мною — гостя
- 1974 — Киш і Двапортфеля — продавчиня
- 1975 — Чесне чарівне — мама Марини
- 1975 — Маяковський сміється
- 1975 — Афоня — касирка їдальні
- 1976 — Блакитний портрет — мати Тані
- 1976 — «SOS» над тайгою — Катерина Уварова
- 1977 — Приїзжа — Олена Горкіна
- 1977 — Інкогніто з Петербурга — унтер-офіцерка Іванова
- 1978 — Людина змінює шкіру — Люба Смирнова
- 1978 — Старомодна комедія — барвумен
- 1980 — Білий ворон — Лоскутова Люба
- 1982 — Не хочу бути дорослим
- 1982 — Надія і опора — '[Ольга]
- 1983 — Летаргія
- 1984 — У привидів у полоні
- 1985 — Прощання слов'янки — сусідка Людмили Герасимівни
- 1985 — Законний шлюб — Клава Вольнова
- 1988 — На допомогу, братці! — друга дама
- 1988 — Аеліто, не приставай до чоловіків
- 1991 — Заряджені смертю — секретарка
- 1992 — Луна-парк
- 1992 — Сам я - вятський уродженець — Лариса
- 1999 — Транзит для диявола
- 2003 — Кармен

### Участь у фільмах
- 2007 — Трагедія Фросі Бурлакової (документальний)